# Sarcocornia
Sarcocornia là chi thực vật có hoa trong họ Amaranthaceae.

## Hình ảnh

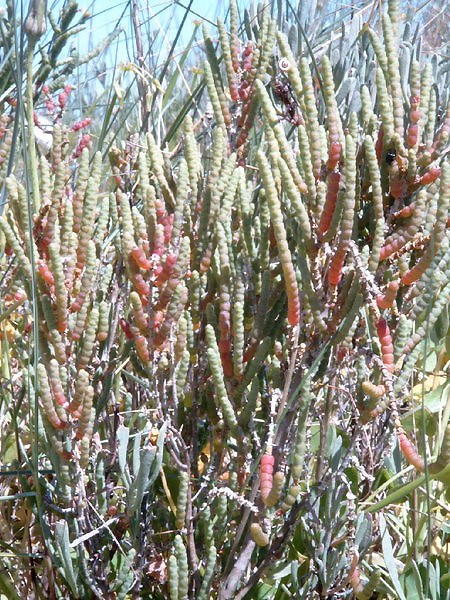
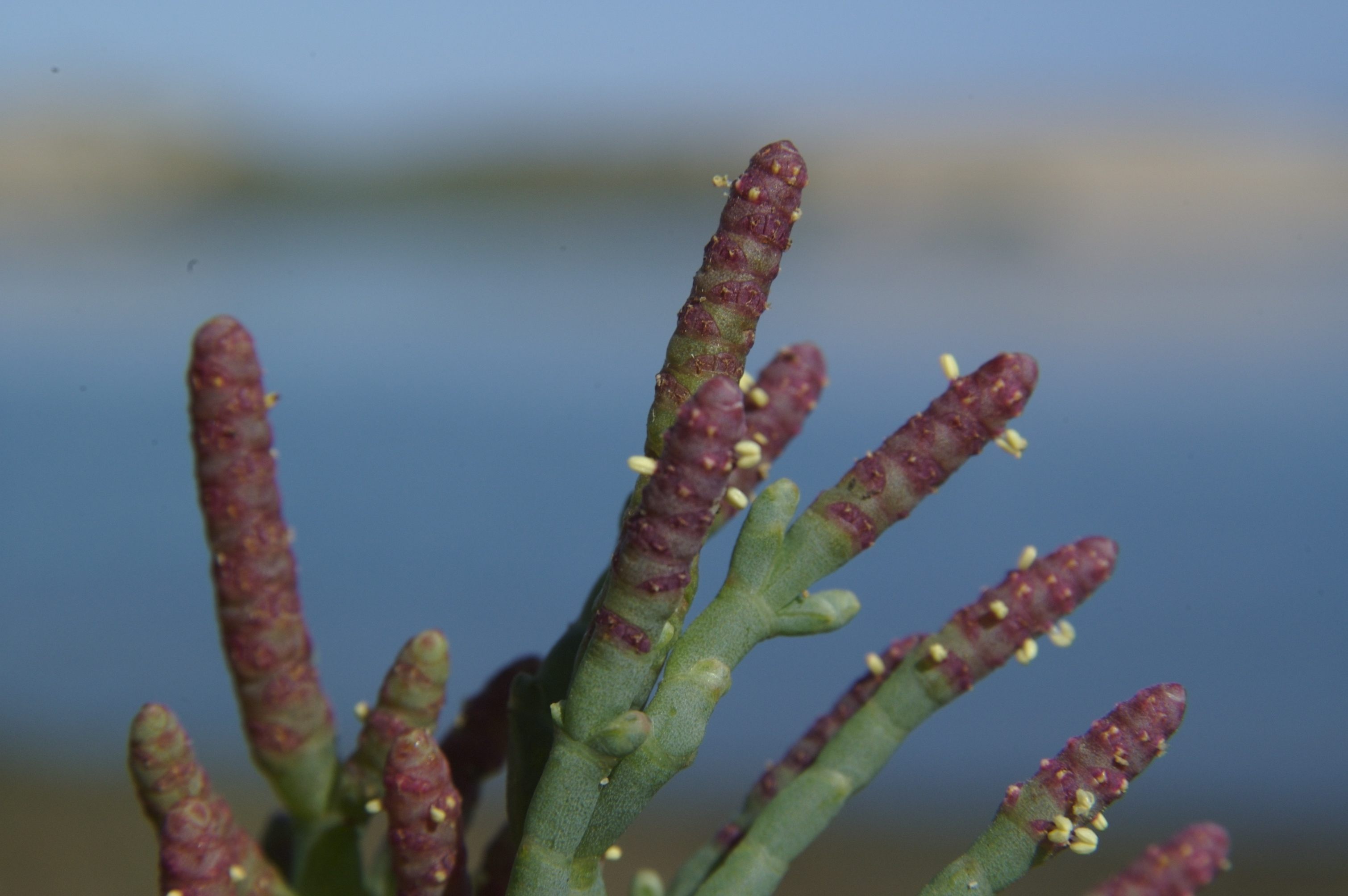